# Roger de Montgomerie, 1. Earl of Shrewsbury
Roger de Montgomerie (* um 1005; † 27. Juli 1094), Herr von Montgomery (heute Saint-Germain- und Sainte-Foy-de-Montgommery, Département Calvados), war ein normannischer Edelmann aus dem Adelsgeschlecht Montgommery, sowie ein Verwandter und Gefolgsmann Wilhelms des Eroberers. Seit 1067 war er auch Earl of Arundel und seit 1074 auch Earl of Shrewsbury.

## Leben
Obwohl häufig als Sohn Hugos von Montgomery und der Josseline de Beaumont, der Tochter Turolfs de Pontaudemer, oder einer anderen Nichte der dänischen Gunnora, der zweiten Frau Herzog Roberts, genannt, war er wohl eher der Sohn eines älteren Roger de Montgomery. In der Gründungsurkunde der Abtei Troarn bezeichnet Roger sich als Rogerius, ex normannis, normannus magni autem Rogerii filius. Hugo von Montgomery war möglicherweise sein Großvater. Der ältere Roger besaß ausgedehnte Ländereien im Herzen der Normandie, die Roger nach dessen Tod erbte.
Wann Roger senior starb, ist nicht genau bekannt. Er war aber im Jahr 1056 mit Sicherheit tot, als Roger der Jüngere den Abt von Châtillon, Gislebert, mit seinen Mönchen nach Troarn einlud und die 12 Kanoniker, die sein Vater im Jahr 1022 dort installiert hatte, auswies, weil sie sich der Ausschweifung, der Völlerei und anderen fleischlichen Genüssen hingegeben hatten.

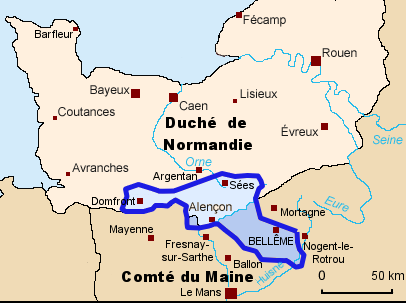
Ausdehnung der Seigneurie Bellême um 1050

Ordericus Vitalis, dessen Vater Odelerius von Orléans als Berater zum engsten Umkreis Rogers gehörte und der als akkurater Chronist bekannt ist, berichtet, dass es der Familie Montgommery gelang, Guillaume II. Talvas de Bellême, der von seinem Sohn Arnoul verjagt worden war, wieder an die Macht zu bringen, wofür Roger de Montgommery im Gegenzug die Hand seiner Tochter – und Alleinerbin, nachdem Arnoul ermordet war – Mabile de Bellême erhielt. Er scheint darüber hinaus, dass Herzog Wilhelm diese Heirat gefordert hat, um nach Jahren kriegerischer Auseinandersetzungen die Ruhe an der Südgrenze der Normandie wiederherzustellen und gleichzeitig das Gebiet über seinen Vertrauten Montgommery enger an sich zu binden.
Roger von Montgomery wird häufig als einer der Heerführer Wilhelms in der Schlacht bei Hastings genannt. Tatsächlich war er aber höchstwahrscheinlich während der Eroberung nicht in England, sondern blieb als Statthalter Wilhelms in der Normandie zurück. Der einzige ernstzunehmende Autor, der Rogier de Montgomeri namentlich erwähnt und ihm sogar eine prominente Rolle in der Schlacht zuschreibt, ist Wace (um 1100 bis 1174). Ordericus Vitalis nennt Roger erst im Dezember 1067 als Begleiter Williams nach England und erwähnt ausdrücklich, dass Roger zur Zeit der früheren Expedition als Statthalter in der Normandie zurückgelassen worden war. Auch Robert du Mont, Wilhelm von Jumièges, Benoît de Sainte-Maure, Wilhelm von Poitiers und der Autor des Carmen de Bello Hastingensi (Bischof Guy von Amiens zugeschrieben) erwähnen Rogers Anwesenheit zur Zeit der Invasion nicht. Möglicherweise kommt der Irrtum daher, dass Roger bei der Planung der Invasion 1066 in Lillebonne anwesend war und aus seinem großen Vermögen 60 Schiffe ausgerüstet hat („A Rogero de Montgomeri sexaginta naves“). Dafür, dass er die Schiffe auch begleitet hat, gibt es keinen Beweis.
Im Jahr 1083 gründete Roger die Shrewsbury Abbey, in welche er kurz vor seinem Tod (1094) eintrat; er wurde in der Abteikirche bestattet. Außerdem beendete er den Bau von Arundel Castle.

## Nachkommen
Roger und seine Ehefrau Mabile de Bellême († 2. Dezember 1079) hatten mehrere Kinder, darunter:
- Robert of Bellême, 3. Earl of Shrewsbury
- Hugh of Montgomery, 2. Earl of Shrewsbury
- Roger Poitevin (Pictavinus), † 1123, 1113 Graf von La Marche
- Philip of Montgomery († 1099), Grammaticus, vierter Sohn, Mönch, starb auf dem Ersten Kreuzzug in Jerusalem
- Arnulf de Montgomery, der Stammvater der schottischen Montgomery
- Emma († 4. März 1113), seit 1074 Äbtissin von Almenesches
- Mathilde, die Ehefrau von Graf Robert von Mortain, Earl of Cornwall
- Mabel, Ehefrau von Hugh de Châteauneuf-en-Thymerais
- Sibylle, heiratete Robert FitzHamon, das Paar gründete Tewkesbury Abbey

Mit seiner zweiten Frau Adeliza de Puiset hatte er einen Sohn:
- Everard oder Ebrard, Kaplan der Könige Wilhelm Rufus und Heinrich I.